# Кавакита, Нао
Кавакита, Нао (Nao Kawakita) — японская барабанщица и вокалистка. Является одной из основателей японской метал-группы Maximum the Hormone вместе с Дайсукэ Цуда. Её игра на барабанах «нагружает» звучание группы, в то время как её вокал легкий, с налетом попсовости. После того, как группу покинули Sugi и Key, Нао пригласила в группу своего младшего брата Рё Кавакиту, практически не расстававшегося с гитарой со средней школы и к тому же неплохо певшего. Было принято коллективное решение — разделить вокальные партии: Дайсуке взял себе речитатив и скрим, а Рё взвалил на себя обязанность петь мелодично и красиво.
В январе 2009 года Нао объявила, что выходит замуж, а в ноябре того же года было объявлено, что она беременна. Сначала было решено, что группа больше не будет давать концерты, но все же возобновила концертную деятельность. Однако 3 ноября, после «Jigokuezu 2009 Akihabara show», Нао почувствовала себя плохо и была доставлена машиной скорой помощи в больницу, где выяснилось, что боли вызваны внутренним кровотечением. Доктор назначил ей курс лечения и сказал, чтобы Нао соблюдала «абсолютный постельный режим». Нао была обеспокоена этим: «Я не могла не радоваться тому, что я стану матерью, но в то же время я — барабанщик „Maximum the Hormone“. Я никогда не чувствовала себя недовольной тем, чтобы быть женщиной в качестве барабанщика. Я не считаю это неправильным. Но на сей раз я подумала, что я не была бы человеком, если бы продолжала играть на барабанах и не заботилась о беременности. И я также думала, что, если бы я была обычной женщиной, у меня не было бы таких проблем. Я впервые с этим сталкиваюсь». Но она также с удовлетворением говорит о беременности, заявив, что «это было что-то желанное, так как я всегда мечтала быть матерью, и мой муж также очень любит детей».
Первоначально группа запланировала ещё два концерта «Jigokuezu shows» и «the Soundwave Festival 2010» — особенно последний, так как это было во время «стабильного периода» беременности Нао, но они были отменены из-за осложнений. Группа сказала, что они «хотели бы принести извинения всем художникам и предпринимателям, которые пригласили MTH на это шоу», но в данный момент они «хотели бы уделить первостепенное внимание здоровью матери и ребёнка».
В 2015 году стало известно, что Нао ждет второго ребёнка, из-за чего группа временно не будет давать концерты. В честь этого назначен последний тур на июнь 2015.